# Likviditet
Likviditet er udtryk for en virksomheds kortsigtede betalingsformåen, dvs. hvorvidt firmaet er i stand til at betale den løbende strøm af regninger, som andre firmaer og offentlige myndigheder fremsender til det. God likviditet betyder således en høj evne til at betale firmaets løbende fordringer, f.eks. regninger fra leverandører, lønudbetalinger til de ansatte og afregning af skat og moms. Såfremt et firma ikke kan betale dets løbende fordringer, vil firmaet være nødt til at gå i betalingsstandsning eller risikere at kreditorerne begærer firmaet konkurs. Spørgsmålet om hvorvidt et firma er likvidt er derfor adskilt fra hvorvidt et selskab er solvent.  
Udtrykket likvide midler bruges om midler som er umiddelbart tilgængelige, og således ikke er bundet i f.eks. fast ejendom, maskiner, biler eller lignende. Mest likvide er kontanter, men indeståender på anfordringskonti eller trækningsret på kassekredit har også høj likviditet. Det afgørende ved vurderingen af likviditetsgraden er, hvorvidt der findes begrænsninger på hvor hurtigt midlerne kan aktiveres, f.eks. om midlerne først kan hæves fra kontoen efter et vist tidsrum, eller om midlerne umiddelbart er tilgængelige til at betale regningerne med.
Aktieselskaber har optimalt set en likviditet, der er tilstrækkeligt høj for at kunne drive virksomheden, men ikke så høj at det bremser afkastet. Likviditeten kan øges ved hjælp af lån og sænkes gennem investeringer.
Når man har sedler og mønter på lommen, er man likvid, da beløbet kan bruges med det samme. Indskud på en anfordringskonto tilknyttet et betalingskort kan også bruges, når man er på indkøb, men det forudsætter, at forretningen har en Dankortterminal. Checks blev tidligere regnet som meget likvide, men dette er ikke længere tilfældet, idet mange forretninger er gået bort fra at modtage checks som betalingsmiddel. Kontanter er dermed mere likvide end penge på en lønkonto, mens et indestående på en bankkonto med f.eks. et års opsigelse har en endnu ringere likviditetsgrad.
Der findes umiddelbart 2 anerkendte modeller at opstille et likviditetsbudget efter i Danmark: Beholdningsforskydningsmodellen og ind- og udbetalingsmodellen. Disse modeller har til formål at skabe overblik over den enkelte virksomheds likvide midler, samtidig med at de giver eksterne interessenter mulighed for at vurdere virksomhedens evne til at skabe likviditet. 
Beholdningsforskydningsmodellen
Denne model beskriver de beholdningsmæssige forskydninger på balancen, som er afledt af de driftsmæssige handlinger. Denne model er særligt anvendelig til at illustrere likviditeten, når der er tale om et jævnt salg henover året. Desuden er den god som rapporteringsrapport, idet der er en tydelig kobling mellem de forskellige poster på balancen.
Ind- og udbetalingsmetoden
Her opstiller man alle ind- og udbetalinger for de forskellige afdelinger, hvilket skal illustrere om der er et positivt eller negativt likviditets-cashflow, inden for den givne periode. Denne model er særlig anvendelig når: Året er inddelt i korte perioder, sæson i salget og/eller købets fordeling over perioden, der er tale om ordreproducerende virksomheder med relativt store ind- og udbetalinger, og der er behov for tæt likviditetsstyring.
| Økonomi | Spire Denne artikel om økonomi er en spire som bør udbygges. Du er velkommen til at hjælpe Wikipedia ved at udvide den. |